# Britta Heidemann
Britta Heidemann (født 22. december 1982 i Köln) er en tysk tidligere fægter, som konkurrerede i kårde. Hun deltog i tre olympiske lege og vandt medaljer i dem alle.

## Fægtekarriere
Heidemann brød igennem på den internationale scene i 2002, da hun som blot nittenårig vandt bronze ved VM. Det fulgte hun op med en række World Cup-podieplaceringer i 2003 og 2004, og hun var med til OL 2004 i Athen, både individuelt og som del af det tyske kårdehold. Individuelt blev hun nummer ti, og sammen med Claudia Bokel og Imke Duplitzer vandt hun kvartfinalen over Grækenland 33-32 og semifinalen over Frankrig med samme cifre, inden de i finalen mod Rusland tabte 28-34 og dermed fik sølv.
Hendes næste topresultat kom, da hun blev verdensmester i 2007, og ved OL 2008 i Beijing lå hun øverst på verdensmesterskabet og var derfor en af favoritterne til titlen. Hun vandt i anden runde over en sydSkoreaner og i kvartfinalen over en svensker, hvorpå hun i semifinalen besejrede Li Na fra Kina med 15-13. I finalen mødte hun rumænske Ana Maria Brânză, som hun besejrede 15-11 og dermed sikrede sig guldet foran Brânză, mens ungarske Ildikó Mincza-Nébald fik bronze.
I 2009 vandt hun det individuelle EM, og i 2011 vandt hun EM-sølv. Ved OL 2012 i London var hun igen blandt favoritterne og klarede sig også gennem til semifinalen med blandt andet sejr over Li Na. I semifinalen besejrede hun sydkoreaneren Sin A-Ram med 6-5, inden hun i finalen tabte til ukraineren Jana Sjemjakina med 8-9 og dermed fik sølv; Sun Yujie fra Kina vandt bronze. Hun stillede også op i holdkonkurrencen, hvor Tyskland blev nummer seks.
Heidemann vandt VM-bronze i 2013 og VM-sølv i 2014. Det lykkedes hende ikke at kvalificere sig til OL 2016, og hun indstillede den aktive karriere i 2018.

## Anden karriere
Britta Heidemann har en diplomuddannelse i Kina-studier og taler flydende kinesisk. Hun har fungeret som tolk i flere situationer, blandt andet live på kinesisk tv. Hun har siden 2016 siddet i IOC som repræsentant for atleterne, og hun er medlem af den tyske olympiske komité.

## Privat
Hun vakte stor opmærksomhed ved i 2004 at posere nøgen på forsiden af den tyske udgave af Playboy.
I 2017 blev hun medlem af bestyrelsen for fodboldklubben 1. FC Köln, og hun er involveret i flere velgørende organisationer.
Heidemann dannede i en periode par med kunstflyveren Matthias Dolderer og fik en søn med ham. I efteråret 2021 gik parret fra hinanden igen.